# Recipe
 Recipe  лат. (изговор: реципе). Узми!

## Значење
Ознака на љекарским рецептим. Значењe: Узми!